# USS Cape Gloucester (CVE-109)
USS Cape Gloucester (CVE-109) – lotniskowiec eskortowy typu Commencement Bay, który służył w United States Navy. W służbie od 5 marca 1945 roku do 5 listopada 1946 roku. Po spędzeniu kolejnych 25 lat we flocie rezerwowej okręt został zezłomowany w roku 1971. Odznaczony jedną battle star za udział w czasie II wojny światowej.
Początkowo okręt nosił nazwę „Willapa Bay”. 26 kwietnia 1944 roku został przemianowany na „Cape Gloucester”. Zwodowano go 12 września 1944 roku w stoczni Todd-Pacific Shipyards w Tacoma. Wszedł do służby 5 marca 1945 roku. Został przydzielony na Pacyfik do United States Third Fleet.
W czasie wojny m.in. osłaniał operacje trałowania w rejonie Okinawy.
Po wojnie wziął udział w operacji Magic Carpet.
Wycofany ze służby i umieszczony w rezerwie 5 listopada 1946 roku. Będąc w rezerwie został przeklasyfikowany 12 czerwca 1955 roku na CVHE-109, a 7 maja 1959 roku na AKV-9.